# Campionatul European de Cros din 2007
A 14-a ediție a Campionatului European de Cros s-a desfășurat pe 9 decembrie 2007 la Toro, Spania. Au participat 423 de sportivi din 29 de țări.

## Rezultate

### Masculin
| Loc | Sportiv              | Timp  |
| --- | -------------------- | ----- |
|     | Serghei Lebid        | 31:47 |
|     | Mustafa Mohamed      | 31:56 |
|     | Rui Silva            | 31:58 |
| 4   | Erik Sjöqvist        | 32:00 |
| 5   | José Manuel Martínez | 32:04 |
| 6   | Jesús España         | 32:05 |
| 7   | Martin Fagan         | 32:06 |
| 8   | El Hassan Lahssini   | 32:08 |
| 9   | Ricardo Ribas        | 32:10 |
| 10  | José Ríos            | 32:12 |

| Loc | Țară                                                                                                   | Puncte                   |
| --- | --- | ------------------------ |
|     | Spania José Manuel Martínez Jesús España José Ríos Alberto García Carles Castillejo Sergio Sánchez     | 33 5 6 10 12 (14) (18)   |
|     | Portugalia Rui Silva Ricardo Ribas José Rocha Leão Carvalho Licínio Pimentel Rui Pedro Silva           | 64 3 9 24 28 (33) (34)   |
|     | Franța El Hassan Lahssini Mokhtar Benhari Simon Munyutu Irba Lakhal Fabrice Jaouen Malik Baloul        | 75 8 15 20 32 (38) (NT)  |
| 4   | Regatul Unit Andrew Baddeley Tom Humphries Michael Skinner Frank Tickner Billy Farquharson Peter Riley | 81 11 16 17 37 (44) (NT) |
| 5   | Suedia Mustafa Mohamed Erik Sjöqvist Henrik Ahnström Johan Wallerstein Jonas Andersson Fredrik Uhrbom  | 83 2 4 36 41 (43) (45)   |
| 6   | Belgia · Pieter Desmet · Tom Van Hooste · Krijn Van Koolwijk · Jesse Stroobants                        | 92 13 19 21 39           |

### Feminin
| Loc | Sportivă                  | Timp  |
| --- | ------------------------- | ----- |
|     | Marta Domínguez           | 26:58 |
|     | Julie Coulaud             | 27:01 |
|     | Rosa Morató               | 27:04 |
| 4   | Maria Konovalova          | 27:07 |
| 5   | Anikó Kálovics            | 27:10 |
| 6   | Kate Reed                 | 27:10 |
| 7   | Fionnuala Britton         | 27:20 |
| 8   | Saadia Bourgailh-Haddioui | 27:25 |
| 9   | Hayley Yelling            | 27:28 |
| 10  | Liz Yelling               | 27:31 |

| Loc | Țară | Puncte                   |
| --- | --- | ------------------------ |
|     | Spania Marta Domínguez Rosa Morató Iris Fuentes-Pila Alessandra Aguilar Judith Plá Sonia Bejarano              | 33 1 3 12 17 (20) (21)   |
|     | Regatul Unit Kate Reed Hayley Yelling Liz Yelling Helen Clitheroe Hatti Dean Louise Damen                      | 47 6 9 10 22 (26) (34)   |
|     | Portugalia Jéssica Augusto Mónica Rosa Fernanda Ribeiro Ana Dias Leonor Carneiro Inês Monteiro                 | 69 11 14 19 25 (28) (29) |
| 4   | Franța Julie Coulaud Saadia Haddioui Christine Bardelle Meriem Mered Gwendoline Despres Samira Mezeghrane-Saad | 77 2 8 27 40 (42) (NT)   |
| 5   | Irlanda Fionnuala Britton Deirdre Byrne Pauline Curley Jolene Byrne                                            | 112 7 18 43 44           |
| 6   | Italia Elena Romagnolo Marzena Michalska Valentina Belotti Elisa Desco Agnes Tschurtschenthaler                | 140 32 35 36 37 (38)     |

### Tineret masculin
| Loc | Sportiv             | Timp  |
| --- | ------------------- | ----- |
|     | Kemal Koyuncu       | 24:31 |
|     | Evgheni Rîbakov     | 24:33 |
|     | Andy Vernon         | 24:35 |
| 4   | Andrea Lalli        | 24:43 |
| 5   | Stefano La Rosa     | 24:44 |
| 6   | Stsiapan Rahautsou  | 24:45 |
| 7   | Artur Kozłowski     | 24:45 |
| 8   | Łukasz Parszczyński | 24:26 |
| 9   | Anatoli Rîbakov     | 24:50 |
| 10  | Andrew Ledwith      | 24:52 |

| Loc | Țară                                                                                              | Puncte                    |
| --- | ------------------------------------------------------------------------------------------------- | ------------------------- |
|     | Regatul Unit Andrew Vernon Andrew Baker Ryan McLeod Thomas Lancashire Keith Gerrard               | 52 3 12 18 19 (41)        |
|     | Polonia Artur Kozłowski Łukasz Parszczyński Arkadiusz Gardzielewski Radosław Kłeczek Kamil Murzyn | 52 7 8 14 23 (36)         |
|     | Rusia Evgheni Rîbakov Anatoli Rîbakov Konstantin Vasiliev Stepan Kiselev Andrei Safronov          | 65 2 9 26 28 (43)         |
| 4   | Turcia Kemal Koyuncu Murat Ertaş Osman Baş Mehmet Çağlayan Fatih Bilgiç Muğdat Öztürk             | 101 1 29 31 40 (47) (50)  |
| 5   | Franța Yohan Durand Benjamin Malaty Wilfried Mosta Stephane Sirvin Denis Mayaud Yoann Kowal       | 105 13 21 34 38 (38) (67) |
| 6   | Irlanda Andrew Ledwith Joseph Sweeney Cathal Dennehy Mark Christie Michael Clohisey Daniel Darcy  | 108 10 22 30 46 (53) (71) |

### Tineret feminin
| Loc | Sportivă           | Timp  |
| --- | ------------------ | ----- |
|     | Ancuța Bobocel     | 22:35 |
|     | Adrienne Herzog    | 22:37 |
|     | Katarzyna Kowalska | 22:44 |
| 4   | Tatiana Șutova     | 22:52 |
| 5   | Felicity Milton    | 23:02 |
| 6   | Linda Byrne        | 23:04 |
| 7   | Marta Romo         | 23:05 |
| 8   | Katrina Wootton    | 23:08 |
| 9   | Alina Prokopeva    | 23:10 |
| 10  | Natalia Starkova   | 23:17 |

| Loc | Țară | Puncte                   |
| --- | --- | ------------------------ |
|     | Regatul Unit Felicity Milton Katrina Wootton Katherine Sparke Susannah Hignett Sarah Tunstall Jessica Sparke     | 47 5 8 16 18 (24) (30)   |
|     | Rusia Tatiana Șutova Alina Prokopeva Natalia Starkova Irina Sergheeva Svetlana Starikova                         | 55 4 9 10 32 (33)        |
|     | Polonia Katarzyna Kowalska Dominika Główczewska Marta Wojtkuńska Agnieszka Ciołek Iwona Lewandowska              | 58 3 12 17 26 (38)       |
| 4   | Belgia · Sarah Van Eynde · Vanja Cnops · Sandra Schenkel · Annelore Desaedeleer                                  | 82 11 19 21 31           |
| 5   | Spania Marta Romo Paula González Gema Barrachina Fernandez Maria Sánchez Elena García Grimau María Teresa Urbina | 108 7 29 35 37 (51) (NT) |
| 6   | Irlanda Linda Byrne Frances Nic Reamoinn Rose-Anne Galligan Azmera Gebrezgi Ashling Baker Tracy Williams         | 129 6 29 44 59 (62) (NT) |

### Juniori
| Loc   | Sportiv              | Timp  |
| ----- | -------------------- | ----- |
|       | Mourad Amdouni       | 20:08 |
|       | Florian Carvalho     | 20:11 |
|       | Dmîtro Lașîn         | 20:16 |
| 4     | David Forrester      | 20:21 |
| 5     | Lee Carey            | 20:22 |
| 6     | Sondre Nordstad Moen | 20:23 |
| 7     | Mohamed Elbendir     | 20:24 |
| 8     | Hassan Chahdi        | 20:25 |
| 9     | David McCarthy       | 20:30 |
| 10    | Tiago Costa          | 20:33 |
| [...] |                      |       |
| 52    | Ciprian Șuhanea      | 21:13 |
| 60    | Marius Florea        | 21:24 |
| 64    | Sorin Mîneran        | 21:28 |
| 65    | Lucian Cheșcheș      | 21:30 |
| 74    | George Preda         | 21:57 |
| 79    | Răzvan Strîmbu       | 22:15 |

| Loc   | Țară | Puncte                    |
| ----- | --- | ------------------------- |
|       | Franța Mourad Amdouni Florian Carvalho Hassan Chahdi Younes el Haddad Rachid Amrane Matthieu Le Stum                     | 29 1 2 8 18 (22) (61)     |
|       | Regatul Unit David Forrester Lee Carey Ben Lindsay Mitch Goose Ross Murray Craig Ruddy                                   | 48 4 5 12 27 (43) (45)    |
|       | Germania Alexander Hahn Florian Orth Rico Schwarz Thorsten Baumeister Robert Krebs Arthur Lenz                           | 57 11 13 14 19 (39) (63)  |
| 4     | Turcia Vedat Günen Ercan Muslu Hasan Pak Yusuf Alıcı Sedat Günen                                                         | 87 15 20 23 29 (30)       |
| 5     | Spania Mohamed Elbendir Iván Fernández Anaya Sebastián Martos Alberto Sánchez Víctor Corrales Vaquero Juan Antonio Pérez | 124 7 36 40 41 (49) (72)  |
| 6     | Italia Paolo Pedotti Massaoud Alessandro Turroni Merihun Crespi Andrea Seppi Giovanni Fortino Giorgio Scialabba          | 130 17 21 26 66 (75) (NT) |
| [...] | |                           |
| 13    | România · Ciprian Șuhanea · Marius Florea · Sorin Mîneran · Lucian Cheșcheș · George Preda · Răzvan Strîmbu              | 241 52 60 64 65 (74) (79) |

### Junioare
| Loc   | Sportivă                | Timp  |
| ----- | ----------------------- | ----- |
|       | Stephanie Twell         | 14:12 |
|       | Danuta Urbanik          | 14:21 |
|       | Charlotte Purdue        | 14:22 |
| 4     | Charlotte Roach         | 14:27 |
| 5     | Olha Skrîpak            | 14:28 |
| 6     | Emily Pidgeon           | 14:31 |
| 7     | Joana Costa             | 14:32 |
| 8     | Joanne Harvey           | 14:32 |
| 9     | Kristine Eikrem Engeset | 14:34 |
| 10    | Marina Gordeeva         | 14:39 |
| [...] |                         |       |
| 25    | Roxana Bârcă            | 14:54 |
| 51    | Andreea Pleșu           | 15:24 |
| 53    | Oana Mircea             | 15:27 |
| 68    | Cristina Simion         | 15:42 |
| 69    | Cristiana Frumuz        | 15:42 |

| Loc   | Țară | Puncte                    |
| ----- | --- | ------------------------- |
|       | Regatul Unit Stephanie Twell Charlotte Purdue Charlotte Roach Emily Pidgeon Joanne Harvey Laura Park                         | 14 1 3 4 6 (8) (27)       |
|       | Rusia Marina Gordeeva Alfia Hasanova Natalia Novicikova Ekaterina Gorbunova Natalia Koloskova Viktoria Ivanova               | 50 10 11 13 16 (20) (47)  |
|       | Ucraina Olha Skrîpak Viktoria Pohorelska Liudmila Kovalenko Anna Mîhel Anna Nosenko                                          | 57 5 12 19 21 (49)        |
| 4     | Polonia Danuta Urbanik Angelika Cichocka Izabela Trzaskalska Karolina Waszak Katarzyna Broniatowska                          | 67 2 17 22 26 (55)        |
| 5     | Irlanda Charlotte Ffrench O'Carroll Rebecca Ffrench O'Carroll Sara Louise Treacy Eimear Black Suzanne Huet Lorraine McCarthy | 124 14 33 34 43 (54) (59) |
| 6     | Portugalia Joana Costa Carla Salomé Rocha Daniela Cunha Ana Mafalda Ferreira Sara Catarina Ribeiro Sara Carvalho             | 142 7 31 48 56 (67) (78)  |
| [...] | |                           |
| 9     | România · Roxana Bârcă · Andreea Pleșu · Oana Mircea · Cristina Simion · Cristiana Frumuz                                    | 197 25 51 53 68 (69)      |

## Clasament pe medalii
| Loc   | Țară          | Aur | Argint | Bronz | Total |
| ----- | ------------- | --- | ------ | ----- | ----- |
| 1     | Regatul Unit  | 4   | 2      | 2     | 8     |
| 2     | Spania        | 3   | 0      | 1     | 4     |
| 3     | Franța        | 2   | 2      | 1     | 5     |
| 4     | Ucraina       | 1   | 0      | 2     | 3     |
| 5     | România       | 1   | 0      | 0     | 1     |
| 5     | Turcia        | 1   | 0      | 0     | 1     |
| 7     | Rusia         | 0   | 3      | 1     | 4     |
| 8     | Polonia       | 0   | 2      | 2     | 4     |
| 9     | Portugalia    | 0   | 1      | 2     | 3     |
| 10    | Țările de Jos | 0   | 1      | 0     | 1     |
| 10    | Suedia        | 0   | 1      | 0     | 1     |
| 12    | Germania      | 0   | 0      | 1     | 1     |
| Total | Total         | 12  | 12     | 12    | 36    |